# Gilbert de Cotignon
Gilbert de Cotignon est un skipper français né le 24 mars 1868 à Curgy et mort le 20 novembre 1937 à Paris,. 

## Carrière
Gilbert de Cotignon pratique la voile à partir de la fin des années 1880. Ce rentier participe aux deux courses de classe 2-3 tonneaux de voile aux Jeux olympiques d'été de 1900, à bord du Gwendolinee. Il remporte la médaille de bronze à l'issue de la première course avec Ferdinand de Schlatter et Émile Jean-Fontaine.